# Малиев, Тимофей Иудович
Тимофей Иудович Малиев — советский хозяйственный деятель, Герой Социалистического Труда.

## Биография
Родился в 1908 году в селе Малая Джалга. Член КПСС.
В 1929—1941 гг. — чабан в колхозах Орловского, Ремонтненского и Самарского районов Азово-Черноморского края, затем Ростовской области.
Участник Великой Отечественной войны, сержант 1143-го стрелкового полка 341-й стрелковой дивизии
В 1944—1946 — чабан в колхозе «Сальская степь» Ремонтненского района Ростовской области.
В 1946—1968 — старший чабан совхоза «Комиссаровский» Дубовского района Ростовской области.
Указом Президиума Верховного Совета СССР от 22 марта 1966 года присвоено звание Героя Социалистического Труда с вручением ордена Ленина и золотой медали «Серп и Молот».
Делегат XXIII съезда КПСС.
Умер в 1973 году.

## Награды и звания
- Герой Социалистического Труда (22.03.1966)
- Орден Ленина (22.03.1966)